# Luis Valtueña
Luis Valtueña (Madrid, 1965 - Gatonde, Ruanda, 18 de enero de 1997) fue un fotógrafo español, miembro de la agencia Cover, que colaboraba con la ONG Médicos del Mundo. Murió en Ruanda cuando trabajaba para esta organización.
Valtueña fue asesinado por milicianos del Frente Patriótico Ruandés junto con el médico Manuel Madrazo y la enfermera Flors Sirera en el contexto inmediatamente posterior al denominado Genocidio de Ruanda. Médicos del Mundo convoca anualmente el Premio Internacional Luis Valtueña de Fotografía Humanitaria en su memoria.

## Trabajo profesional
Fotógrafo de la agencia Cover, entre los años 1989 y 1990 trabajó para el magazine del periódico El Mundo y posteriormente dirigió el departamento de fotografía del canal televisivo Antena 3 y participó en la redacción de la revista fotográfica FV Actualidad. En julio de 1996 comenzó a trabajar como logista para Médicos del Mundo en el sur de Líbano con base en la ciudad de Tiro durante la emergencia humanitaria que se produjo  tras la invasión por parte de Israel en la llamada Operación Uvas de la Ira. Posteriormente, en noviembre del mismo año, fue enviado a Ruanda en otro equipo de MdM para trabajar durante el retorno a Ruanda de los refugiados (hutu en su inmensa mayoría) expulsados del Zaire.

## Reconocimientos
- 1997: Una mirada solidaria. Exposición póstuma de reconocimiento dedicada al autor por el Círculo de Bellas Artes de Madrid con algunas de las imágenes que había hecho y no llegó a ver reveladas.[5]

## Premio Internacional de Fotografía Humanitaria Luis Valtueña
Desde 1997 la ONG Médicos del Mundo convoca anualmente el Premio Internacional de Fotografía Humanitaria Luis Valtueña como homenaje a la memoria de Luis Valtueña, Manuel Madrazo, Flors Sirera y Mercedes Navarro, cooperantes de Médicos del Mundo asesinados en Ruanda en 1997 y en Bosnia en 1995 cuando trabajaban en proyectos de ayuda humanitaria.